# Teucholabis (Teucholabis) submunda
Teucholabis (Teucholabis) submunda is een tweevleugelige uit de familie steltmuggen (Limoniidae). De soort komt voor in het Neotropisch gebied.